# Linus Kutz
Linus Kutz (* 28. Februar 2005 in Hamburg) ist ein deutscher Handballspieler, der beim deutschen Zweitligisten VfL Eintracht Hagen unter Vertrag steht.

## Karriere

### Im Verein
Linus Kutz begann 2012 beim AMTV Hamburg Handball zu spielen. 2019 wechselte er zum THW Kiel. Mit der A-Jugendmannschaft der Kieler erreichte er in der Saison 2022/23 das Final Four der A-Jugend-Bundesliga, wo das Team gegen die Rhein-Neckar Löwen ausschied, und wurde 2024 Pokalsieger. Seit der Saison 2024/25 gehört der 1,87 m große Rückraumspieler zum Profikader des THW Kiel, zudem spielt er per Zweitspielrecht auch beim Drittligisten TSV Altenholz. Am 12. September 2024 hatte Kutz beim 33:24-Heimsieg der Kieler im Spiel gegen Frisch Auf Göppingen seinen ersten Bundesligaeinsatz. Mit dem THW gewann er den DHB-Pokal 2024/25.
Seit der Saison 2025/26 steht er beim VfL Eintracht Hagen unter Vertrag.

### In Auswahlmannschaften
Mit der U17-Nationalmannschaft gewann Kutz 2022 die Goldmedaille beim Europäischen Olympischen Jugendfestival (EYOF) in Banská Bystrica (Slowakei).